# Abel Matutes
Abel Matutes Juan (Ibiza, 31 ottobre 1941) è un politico, imprenditore ed economista spagnolo.
È stato ministro degli esteri della Spagna e commissario europeo.

## Carriera politica
La carriera politica di Matutes cominciò a Ibiza, di cui fu sindaco tra il 1970 e il 1971, in periodo franchista. Alle prime elezioni dopo la fine della dittatura, nel 1977, fu eletto senatore per conto di Ibiza e Formentera e nel 1982 fu eletto al Congresso dei Deputati nel collegio delle isole Baleari e nelle file di Alleanza popolare. Rimase parlamentare fino al 1985.

### Commissario europeo
Con l'ingresso della Spagna nelle Comunità europee nel 1986 Matutes venne indicato come commissario europeo e fece parte di tutte e tre le commissioni guidate da Jacques Delors, dimettendosi nell'aprile 1994. Nella Commissione Delors I Matutes si occupò di credito, investimenti, strumenti finanziari e piccole e medie aziende, nella Commissione Delors II si occupò di relazioni con i paesi del Mediterraneo e dell'America Latina e nella Commissione Delors III fu delegato ai trasporti e all'energia.
Nel 1994 Matutes fu capolista del Partito popolare spagnolo alle elezioni europee e condusse il Partito popolare alla sua prima vittoria elettorale. Al Parlamento europeo Matutes fu capo delegazione del Partito popolare spagnolo.

### Ministro degli esteri
Dopo la prima vittoria del Partito popolare alle elezioni politiche nel 1996, Matutes fece parte del governo guidato da José María Aznar, ricoprendo l'incarico di ministro degli esteri fino alle elezioni politiche del 2000. Come ministro Matutes effettuò una storica visita ufficiale a Cuba. Nel 1999 Matutes appoggiò la candidatura di Romano Prodi alla presidenza della Commissione europea, contro la candidatura del suo connazionale Javier Solana.
Matutes ha fatto parte del comitato esecutivo del Partito popolare, è stato vicepresidente del partito e presidente del suo comitato elettorale.

## Carriera accademica
Matutes si laureò in giurisprudenza e scienze aziendali all'Università di Barcellona.
Matutes è stato professore di economia politica e di finanza pubblica presso l'Università di Barcellona. È professore emerito all'Università di Buenos Aires ed ha ricevuto la laurea honoris causa dall'Università autonoma di Madrid e dall'Università di Santiago del Cile. È membro del comitato onorario dell'Istituto reale per gli studi europei.

## Attività imprenditoriale
Matutes ha svolto delle attività imprenditoriali in vari settori, dal turismo all'aviazione, dalle biotecnologie alle attività bancarie. Tra le altre cose, possiede una catena alberghiera e una compagnia di traghetti.

## Carriera sportiva
In età giovanile Matutes giunse a giocare come calciatore professionista nell'Espanyol. Tuttavia scelse di non proseguire la carriera sportiva e di dedicarsi all'attività accademica ed imprenditoriale.